# Seuneubok Trap
Seuneubok Trap is een bestuurslaag in het regentschap Aceh Barat van de provincie Atjeh, Indonesië. Seuneubok Trap telt 201 inwoners (volkstelling 2010).